# José María Antón
José María "Chema" Antón Samper (Casas del Señor, Spanyolország, 1989. március 19. –) spanyol labdarúgó.

## Pályafutása
2003-ban, mindössze 14 évesen csatlakozott a Real Madrid akadémiájához. Négy évvel később debütált a Castillában a Segunda División B-ben, ahol három évet töltött el. Bernd Schuster irányítása alatt a felnőtteknél a Sevilla ellen a kispadon szerepelt a bajnokságban, majd a későbbi edző, Juande Ramos az FC Barcelona ellen nevezte a kispadra, de egyik mérkőzésen sem lépett pályára.
2010. július 28-án aláírt a Real Betishez, ahol a B csapatban szerepelt. 2011 nyarán az osztrák Red Bull Salzburg együtteséhez igazolt. Egy év után magyarországra igazolt, ahol az Újpest FC játékosa lett.

## Sikerei, díjai
Red Bull Salzburg
- Osztrák bajnok
  - 2011-12
- Osztrák kupa
  - 2011-12